# Chlmec
Chlmec est un village de Slovaquie situé dans la région de Prešov.

## Histoire
Première mention écrite du village en 1451.

## Démographie

### Évolution de la population
| Année:               | 1994. | 2004.   | 2014.   | 2024.   |
| -------------------- | ----- | ------- | ------- | ------- |
| Nombre de personnes: | 545   | 564     | 568     | 589     |
| Différence:          |       | +3,48 % | +0,70 % | +3,69 % |

| Année:               | 2023. | 2024.   |
| -------------------- | ----- | ------- |
| Nombre de personnes: | 584   | 589     |
| Différence:          |       | +0,85 % |